# Wohnhaus Spiekerbartstraße 1
Das Wohnhaus Spiekerbartstraße 1 befindet sich in Bremen, Stadtteil Mitte im  Schnoorviertel, Spiekerbartstraße 1/2 Ecke Schnoor. Das Haus entstand 1584.

Das Gebäude steht seit 1973 unter Bremer Denkmalschutz.

## Geschichte

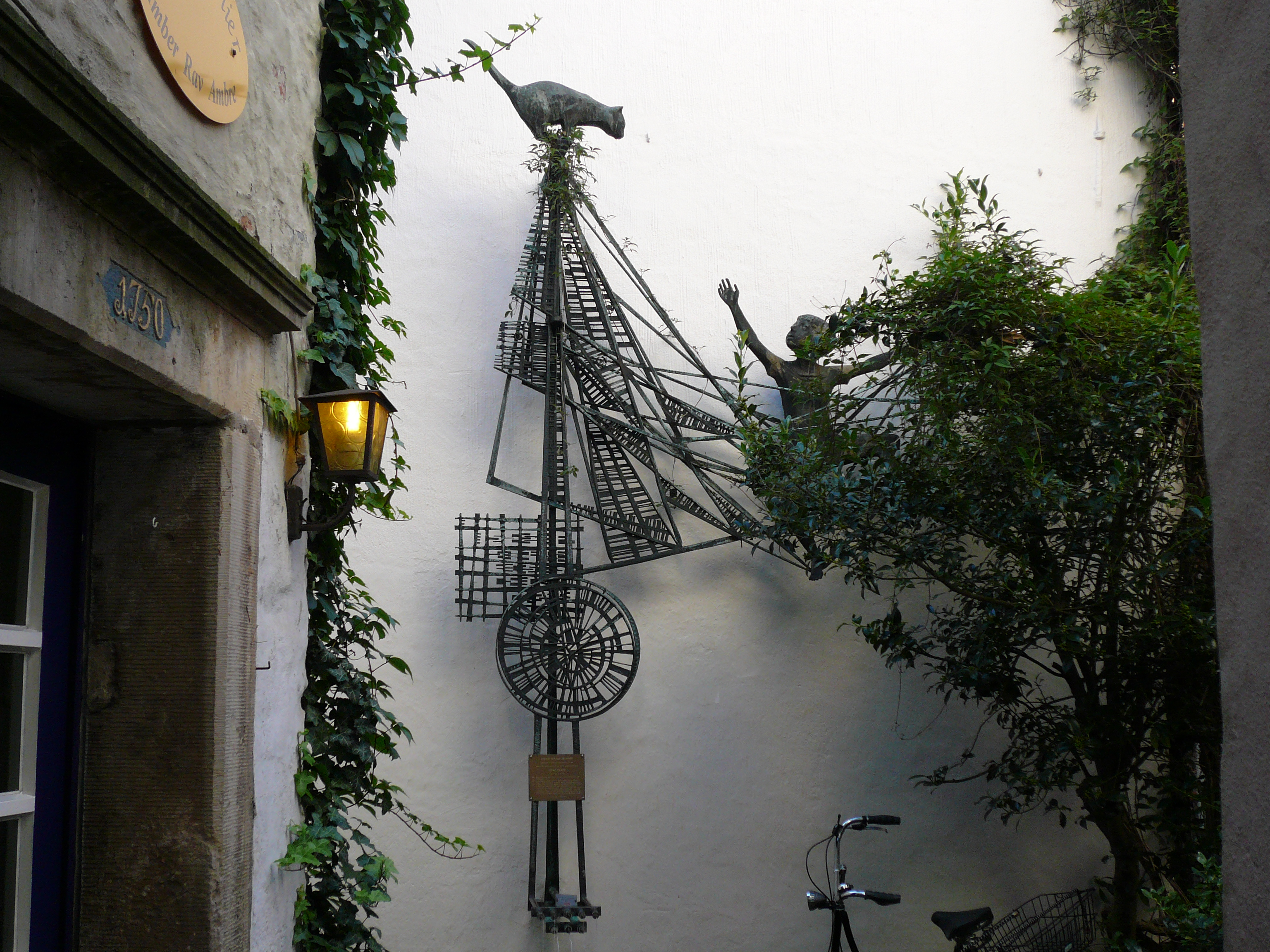
Links das Partal, rechts der Ottjen-Alldag-Brunnen

Die ursprüngliche Bevölkerung des Schnoors bestand überwiegend aus Flussfischern und Schiffern. In der Epoche des Klassizismus und des Historismus entstanden von um 1800 bis 1890 die meisten oft kleinen Gebäude. Im weiteren Verlauf wurde es zum Arme-Leute-Viertel, das in weiten Bereichen verfiel – vor allem nach dem Zweiten Weltkrieg.
1959 wurde von der Stadt ein Ortsstatut zum Schutz der erhaltenswerten Bausubstanz beschlossen. Die Häuser wurden dokumentiert und viele seit den 1970er Jahren unter Denkmalschutz gestellt. Ab den 1960er Jahren fanden mit Unterstützung der Stadt Sanierungen, Lückenschließungen und Umbauten im Schnoor statt.
Das zweigeschossige, geschlämmte Giebelhaus mit einem Satteldach und einem Portal (Nr. 1) mit der Inschrift „IS GOD IMIJ UNS WOL KAN WEDDER UNS 1584“ wurde 1584 in der Epoche der Renaissance gebaut. Das Portal (Nr. 2) mit der Inschrift stammt von 1750 als das Haus erweitert und umgebaut wurde. Hier wohnten u. a. hauptsächlich Handwerker und 1904 ein Schirmmacher. 

1964 entstand neben dem Haus der Ottjen-Alldag-Brunnen vom Bremer Bildhauer Claus Homfeld. Der Brunnen stammt von 1733 und stand früher auf einem Bauernhof in Lankenau bei Bremen. Er wurde um die Ottjen-Alldag-Plastik ergänzt.

Heute (2018) wird das Haus durch eine Galerie als Laden und zum Wohnen genutzt.
Der Name der sehr kurzen, gezackten Spiekerbartstraße könnte vom Spiekerboer stammen, dem Bohrer für Nägel. Spiekernagel war in Norddeutschland die plattdeutsche Bezeichnung für einen großen viereckigen Nagel mit flachem Kopf und Boer die für einen Bohrer. Der Name Schnoor (Snoor) bedeutet Schnur:. Er kam durch das Schiffshandwerk und der Herstellung von Seilen und Taue (= Schnur).